# 韦尔伯里新城
韦尔伯里新城（法語：Villeneuve-sur-Verberie，法語發音：[vilnœv syʁ vɛʁbəʁi]）是法国瓦兹省的一个市镇，位于该省东南部，属于桑利斯区。

## 地名
与通常在法语地名中表示“在……河畔”之意的“sur”不同，该地名Villeneuve-sur-Verberie中的“sur”意为“在……上方”，表示名为新城（Villeneuve）的该地与韦尔伯里（Verberie）的位置关系，并以“韦尔伯里上方的新城”之名区分其他的“新城”，且事实上在该地附近也并无“韦尔伯里河”存在。

## 地理
韦尔伯里新城（49°16'32"N, 2°41'22"E）面积8.16 平方千米，位于法国上法蘭西大區瓦兹省，该省份为法国北部内陆省份，北起索姆省，西接厄尔省和滨海塞纳省，南至塞纳-马恩省和瓦兹河谷省，东临埃纳省。
与韦尔伯里新城接壤的市镇（或旧市镇、城区）包括：吕伊、布拉瑟斯、蓬潘、拉赖、罗贝瓦勒、韦尔伯里、维莱圣弗朗堡-奥尼翁。
韦尔伯里新城的时区为UTC+01:00、UTC+02:00（夏令时）。

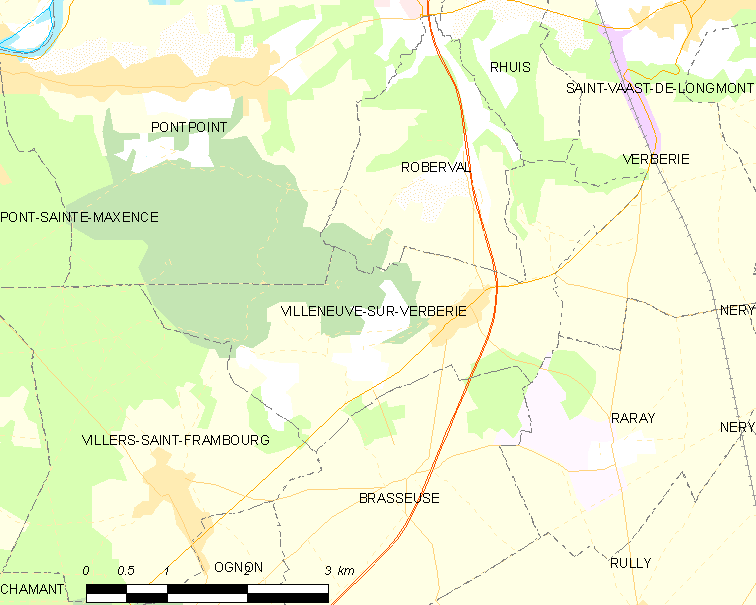
韦尔伯里新城的OSM定位图

## 行政
韦尔伯里新城的邮政编码为60410，INSEE市镇编码为60680。

## 政治
韦尔伯里新城所属的省级选区为蓬圣马克桑斯县。

## 人口

1962-2008年间韦尔伯里新城人口变化图示

韦尔伯里新城于2022年1月1日时的人口数量为718人。